# Перерізнівка
Перері́знівка — село в Україні, у Лозівському районі Харківської області. Населення становить 11 осіб. Входить до складу Олексіївської сільської громади.

## Географія
Село Перерізнівка знаходиться біля витоків Балки Комаленки, яка через 6 км впадає в річку Кисіль (права притока). На відстані 1 км розташоване село Кам'янка. На відстані 2 км проходить автомобільна дорога Т 2110.

## Історія
- 1770 — дата заснування як хутір Старо-Лиманський.
- 1917 — утворено село Перерізнівка.

## Економіка
- Птахо-товарна ферма.